# Munții Cernei
Munții Cernei  sunt o grupă muntoasă a Munților Retezat-Godeanu aparținând de lanțul muntos al Carpaților Meridionali. Cel mai înalt pisc este Vârful Dobrii, având 1.928 m. Sunt mărginiți la Sud-Est de Valea Cernei, la Vest de Depresiunea Caransebeș-Mehadia, la Nord de Valea Râului Rece, la Nord-Est de Valea Olanului. 
Munții Cernei se găsesc în partea de sud-vest a Munților Retezat-Godeanu, fiind compuși din două culmi principale: Culmea Vlascu, cu o lungime de cca 40 km și Culmea Cornereva (Culmea Canicea), cu o lungime de aproximativ 15 km. Structura lor este asemănătoare cu cea a Munților Godeanu, din creastă desprinzându-se câteva culmi ce coboară spre est, în Valea Cernei (Plaiul Vuc, Burba și Opleșata, Plaiul Gâștii) și spre Nord spre Depresiunea Cornereva (La Lac și Piatra lui Manta, Sulița, Cozia).   